# Rio dei Giardinetti

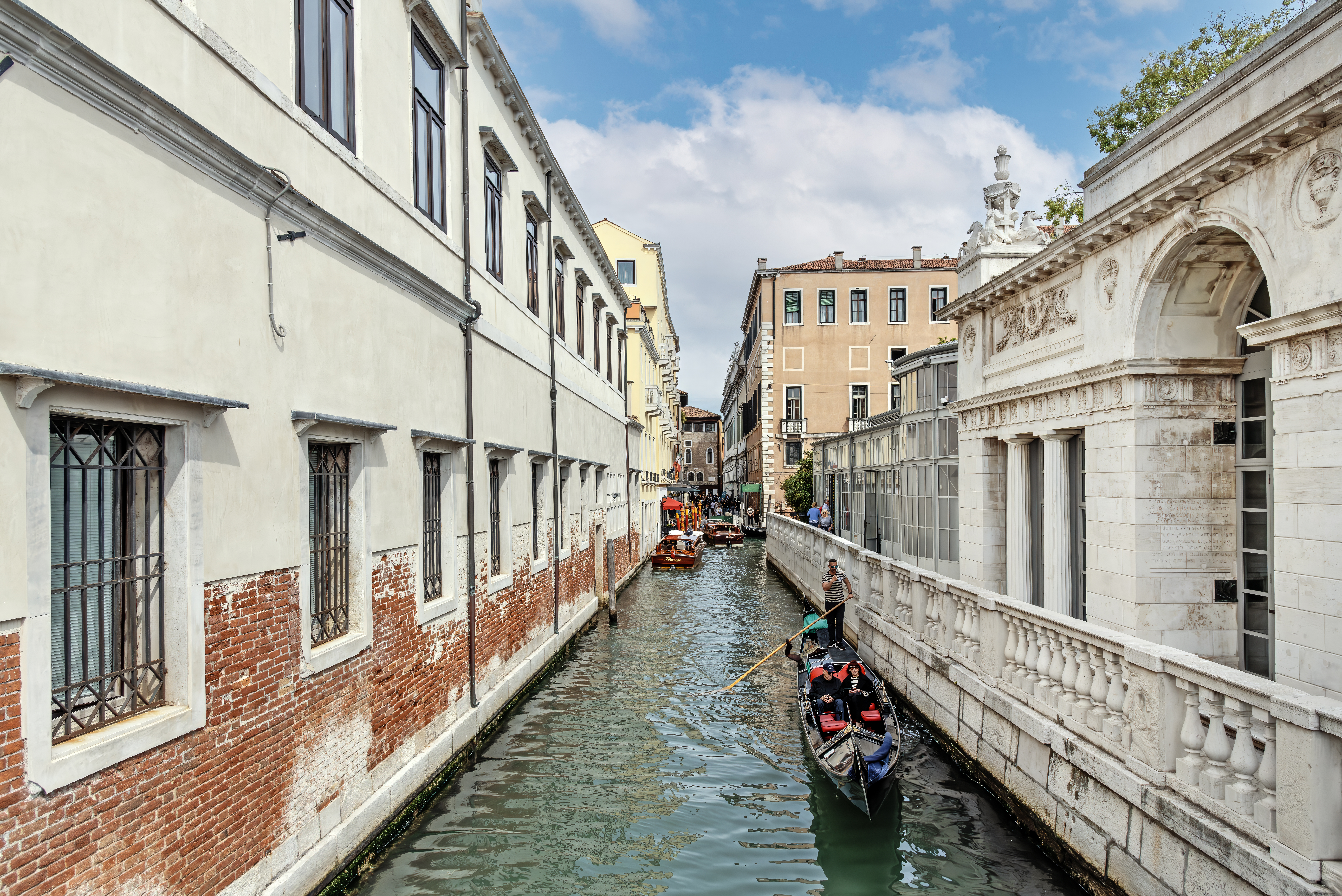
Canalul văzut de pe Ponte de l'Academia dei Pittori

Rio della (sau de la) Zecca sau dei Giardinetti (canalul grădinilor)  sau de la Luna este un canal din Veneția în sestiere San Marco.

## Origine
- Zecca indică monetăria venețiană.
- La Luna indică mănăstirea templieră din apropiere, care a fost transformată în secolul al XIV-lea într-un hotel sub numele della Luna.
- Giardini Reali (grădinile regale) sau Giardinetti sunt în întregime ocolite de acest canal.

## Descriere
Rio della Zecca are o lungime de aproximativ 225 de metri. El pornește de la Canal Grande către nord, apoi curge spre est și în cele din urmă se termină către sud în același Canal Grande.
Acest râu trece prin spatele Zecca, a Muzeului Arheologic și al Procurațiilor Noi.

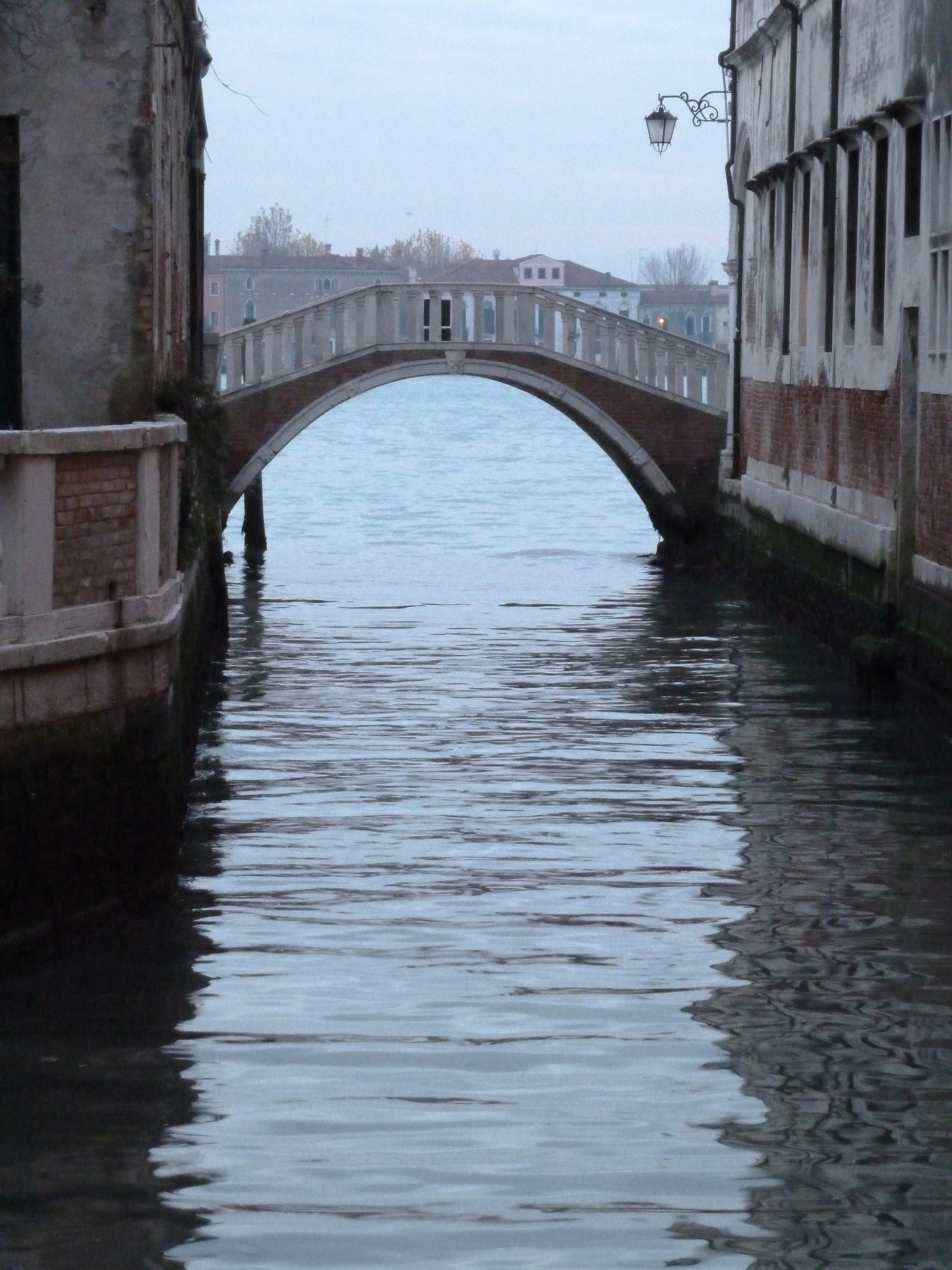
Ponte de l'Academia dei Pittori între Fondamenta dei Giardini şi Fondamenta Sansovino
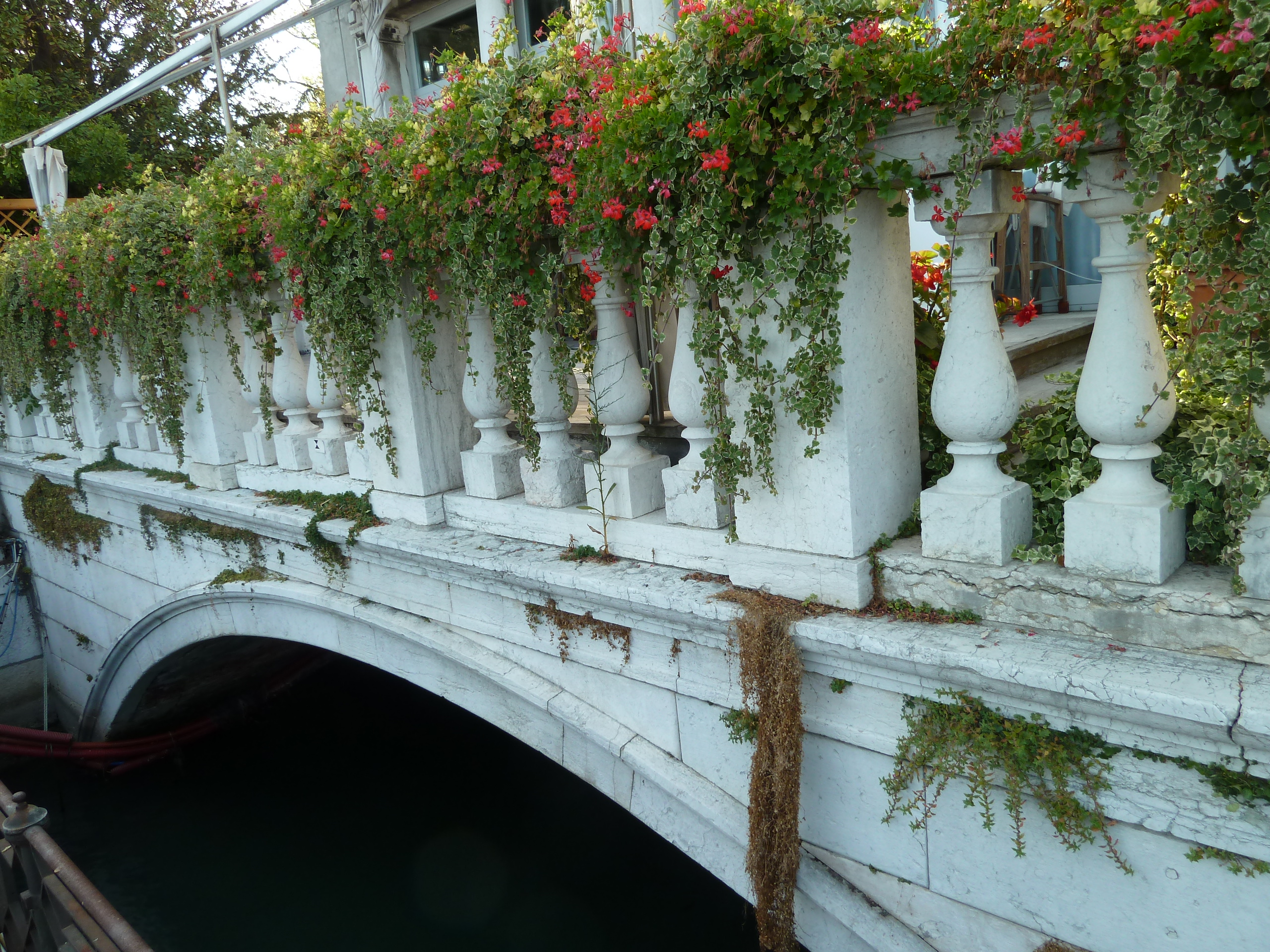
Ponte de la Compagnia della Vela este un alt pod, nefolosit
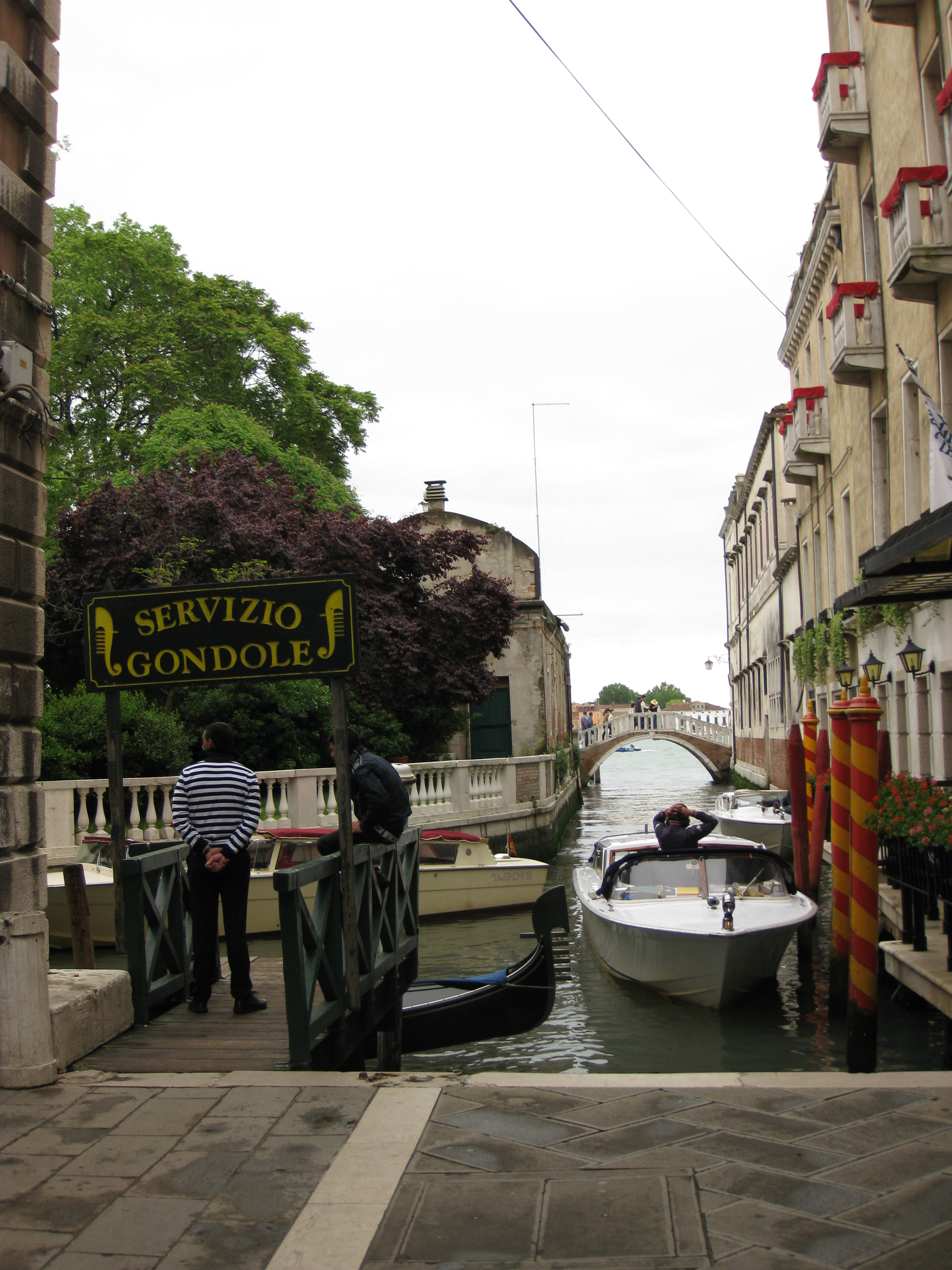
Serviciul de gondole, la capătul Calle dell'Ascensione
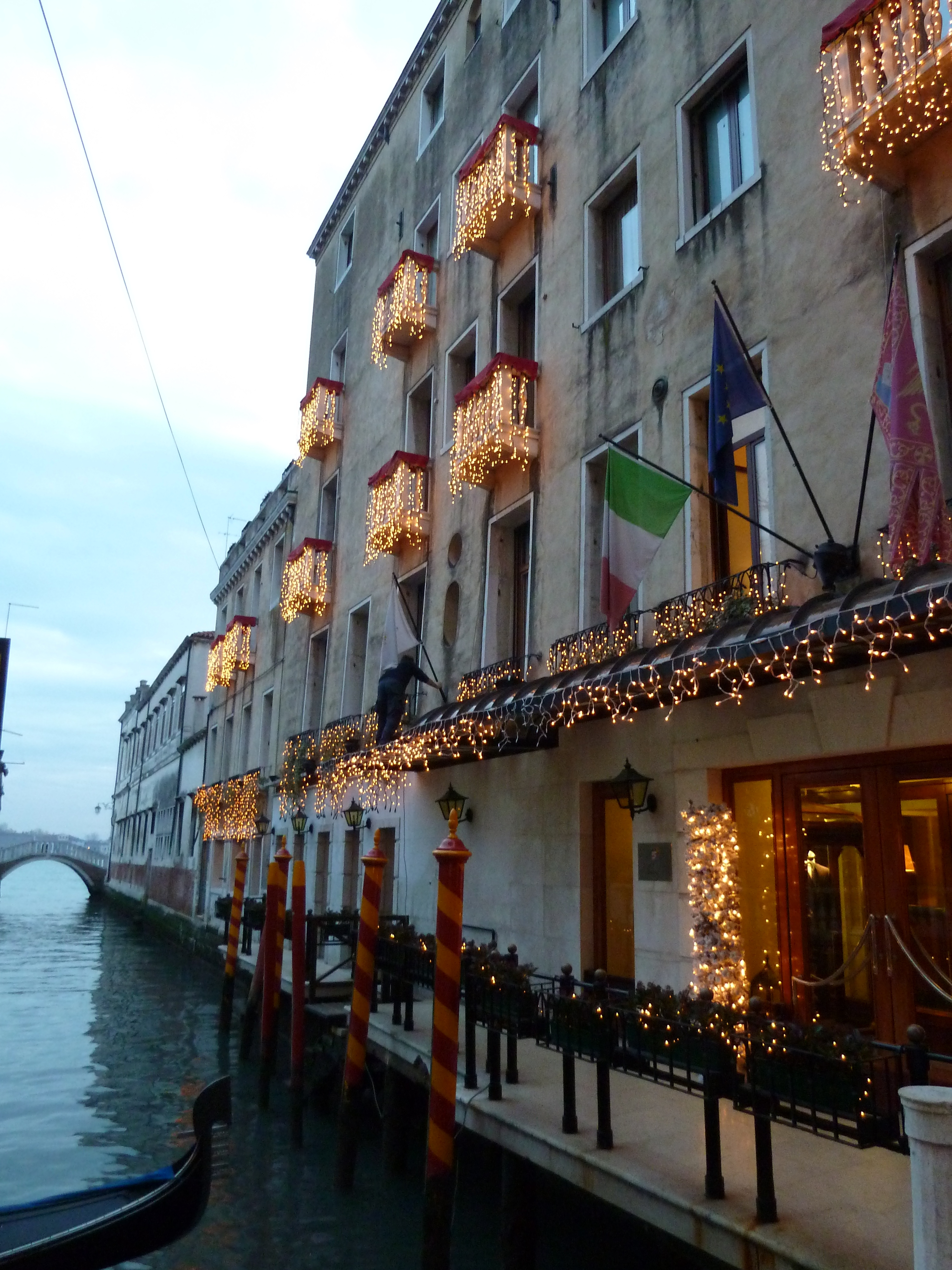
Hotelul Luna Baglioni, purtând numele original al canalului.